# Wanda Bobkowska
Wanda Cecylia Bobkowska (ur. 22 listopada 1880 w Krakowie, zm. 30 listopada 1948 tamże) – polska historyk wychowania, nauczyciel akademicki, działaczka społeczna. Doktor filozofii Uniwersytetu Jagiellońskiego.

## Życiorys
Córka Mikołaja Bobkowskiego herbu Korab (1843–1903) i Marii z d. Urbandtke (1853–1935). Siostra Henryka Bobkowskiego i Aleksandra Bobkowskiego, ciotka Andrzeja Bobkowskiego. W 1904 ukończyła  Seminarium Nauczycielskie Żeńskie F. Preisendanza i historię na Uniwersytecie Jagiellońskim. W 1925 r. otrzymała doktorat na podstawie rozprawy Nowe prądy w szkole ludowej na ziemiach polskich na początku wieku XIX. Wykładała w Studium Pedagogicznym UJ (1928–1938), Seminarium Żeńskim im. J. Joteyko (1929–1931), Państwowym Pedagogium (1931–1939). Uczyła także w szkole ewangelickiej mieszczącej się przy ul. Grodzkiej w Krakowie. Współpracowała z Polskim Słownikiem Biograficznym (biogramy: Jan Henryk Abicht, Jan Aleksandrowski, t. 1, 1935).
W okresie okupacji niemieckiej prowadziła tajne nauczanie i pracowała w Radzie Głównej Opiekuńczej. 
W 1945 została dyrektorką Państwowego Pedagogium i współorganizowała Państwową Wyższą Szkołę Pedagogiczną. Dyrektor Instytutu Pedagogicznego UJ oraz wykładowca historii wychowania, od 1948 docent etatowy na Wydziale Humanistycznym UJ.

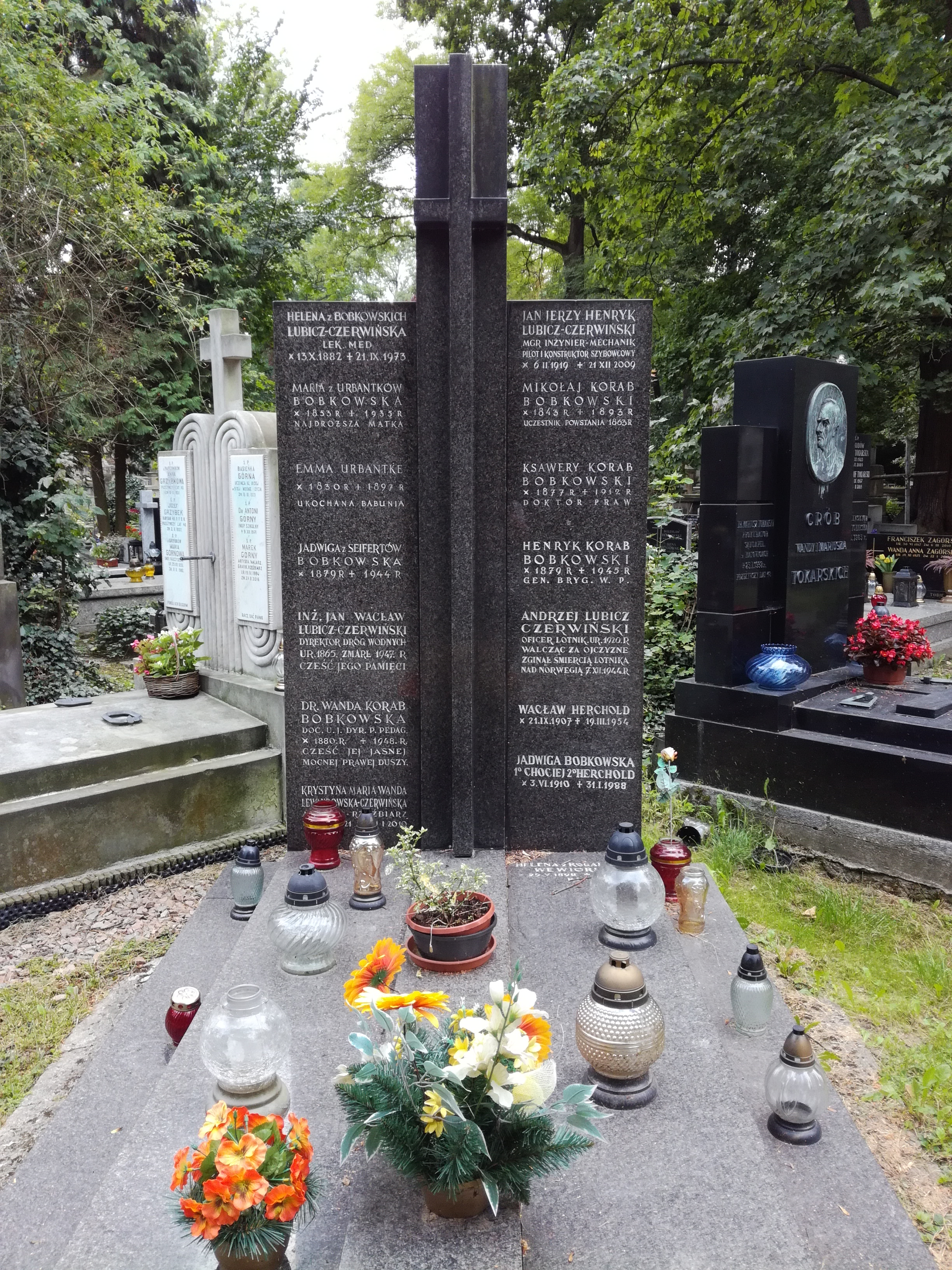
Grobowiec rodzinny Bobkowskich na Cmentarzu Rakowickim

Zmarła 30 listopada 1948 r. i została pochowana na cmentarzu Rakowickim w Krakowie (kwatera GA-płn-wsch-narożnik).

## Ordery i odznaczenia
- Złoty Krzyż Zasługi (dwukrotnie: 10 listopada 1933[3], 11 listopada 1937[4])